# Formula One Indoor Trophy de 1992
Formula One Indoor Trophy de 1992 foi a quinta edição da Formula One Indoor Trophy. A competição foi disputada nos dias 7 e 8 de Dezembro de 1992.

## Participantes
| Equipe/Scuderia     | Construtor | Chassis | Motor                      | Pneus | Piloto               |
| ------------------- | ---------- | ------- | -------------------------- | ----- | -------------------- |
| March F1            | March      | CG911   | Ilmor 2175A 3.5 V10        | G     | Emanuele Naspetti    |
| Minardi Team        | Minardi    | M192    | Lamborghini LE3512 3.5 V12 | G     | Christian Fittipaldi |
| Minardi Team        | Minardi    | M192    | Lamborghini LE3512 3.5 V12 | G     | Alex Zanardi         |
| Scuderia Italia SpA | Dallara    | 192     | Ferrari 037 3.5 V12        | G     | Michele Alboreto     |
| Scuderia Italia SpA | Dallara    | 192     | Ferrari 037 3.5 V12        | G     | JJ Letho             |
| Team Lotus          | Lotus      | 107     | Judd GV 3.5 V8             | G     | Johnny Herbert       |

## Resultados
|  | Quartas de final | Quartas de final     | Quartas de final |                    |                      | Semi-finais | Semi-finais | Semi-finais |  |  | Final | Final | Final |  |
|  |                  |                      |                  |                    |                      |             |             |             |  |  |       |       |       |  |
|  | Brasil           | Christian Fittipaldi |                  |                    |                      |             |             |             |  |  |       |       |       |  |
|  | Brasil           | Christian Fittipaldi |                  |                    |                      |             |             |             |  |  |       |       |       |  |
|  | Itália           | Emanuele Naspetti    |                  |                    |                      |             |             |             |  |  |       |       |       |  |
|  | Itália           | Emanuele Naspetti    |                  | Brasil             | Christian Fittipaldi |             |             |             |  |  |       |       |       |  |
|  |                  |                      |                  | Brasil             | Christian Fittipaldi |             |             |             |  |  |       |       |       |  |
|  |                  |                      | Finlândia        | JJ Lehto           |                      |             |             |             |  |  |       |       |       |  |
|  | Finlândia        | JJ Lehto             | Finlândia        | JJ Lehto           |                      |             |             |             |  |  |       |       |       |  |
|  | Finlândia        | JJ Lehto             |                  |                    |                      |             |             |             |  |  |       |       |       |  |
|  | Itália           | Alessandro Zanardi   |                  |                    |                      |             |             |             |  |  |       |       |       |  |
|  | Itália           | Alessandro Zanardi   |                  | Finlândia          | JJ Lehto             |             |             |             |  |  |       |       |       |  |
|  |                  |                      |                  |                    |                      |             |             |             |  |  |       |       |       |  |
|  |                  |                      | Reino Unido      | Johnny Herbert     |                      |             |             |             |  |  |       |       |       |  |
|  | Reino Unido      | Johnny Herbert       | Reino Unido      | Johnny Herbert     |                      |             |             |             |  |  |       |       |       |  |
|  | Reino Unido      | Johnny Herbert       |                  |                    |                      |             |             |             |  |  |       |       |       |  |
|  | Itália           | Michele Alboreto     |                  |                    |                      |             |             |             |  |  |       |       |       |  |
|  | Itália           | Michele Alboreto     |                  | Reino Unido        | Johnny Herbert       |             |             |             |  |  |       |       |       |  |
|  |                  |                      |                  | Reino Unido        | Johnny Herbert       |             |             |             |  |  |       |       |       |  |
|  |                  |                      | Itália           | Alessandro Zanardi |                      |             |             |             |  |  |       |       |       |  |
|  |                  |                      | Itália           | Alessandro Zanardi |                      |             |             |             |  |  |       |       |       |  |
|  |                  |                      |                  |                    |                      |             |             |             |  |  |       |       |       |  |
|  |                  |                      |                  |                    |                      |             |             |             |  |  |       |       |       |  |

- Zanardi se classificou para as semi-finais por ter feito o melhor tempo entre os perdedores.

### Resultado Final
| Formula One Indoor Trophy de 1992   |
| Johnny Herbert                      |
| ----------------------------------- |
| Johnny Herbert Vencedor (1º título) |